# Amylina
Amylina (IAPP - z ang. Islet Amyloid Polypeptide) – hormon peptydowy zbudowany z 37 aminokwasów, który jest wytwarzany przez komórki beta wysp Langerhansa trzustki.
Amylina jest wydzielana do krwiobiegu wraz z wydzielaniem podstawowym insuliny, a także w odpowiedzi na bodziec pokarmowy (spożycie posiłku zwiększa jej uwalnianie). Jej działanie polega na kontroli wchłaniania pokarmów, spowolnieniu opróżnianiu żołądka i wchłaniania glukozy z jelita cienkiego. Hamuje także wydzielanie glukagonu i insuliny. Jest czasem nazywany hormonem anorektycznym, gdyż poprzez blokowanie neuronów w area postrema hamuje pojawianie się uczucia głodu. Ma też działanie przeciw osteoporotyczne poprzez hamowanie aktywności osteoklastów. Poza tym hamuje syntezę glikogenu w mięśniach oraz ma działanie rozszerzające na naczynia.
W 2005 został zarejestrowany do leczenia cukrzycy syntetyczny analog amyliny o nazwie pramlintyd. Stosowany u pacjentów z cukrzycą typu 1 i 2 poprawia wyrównanie cukrzycy i normalizuje masę ciała.